# CrystEngComm
CrystEngComm est une revue scientifique à comité de lecture. Ce journal mensuel publie des articles de recherches originales dans le domaine de l'ingénierie des cristaux (ou crystal engineering (en)).
D'après le Journal Citation Reports, le facteur d'impact de ce journal était de 3,382 en 2018. L'actuel directeur de publication est N. R. Champnessde (Université de Nottingham, Royaume-Uni.